# Троссин
Троссин (нем. Trossin) — община в Германии, в земле Саксония. Подчиняется административному округу Лейпциг. Входит в состав района Северная Саксония. Подчиняется управлению Доммицш.
Население составляет 1352 человека (на 31 декабря 2010 года). Занимает площадь 79,59 км².
Община подразделяется на 8 сельских округов.

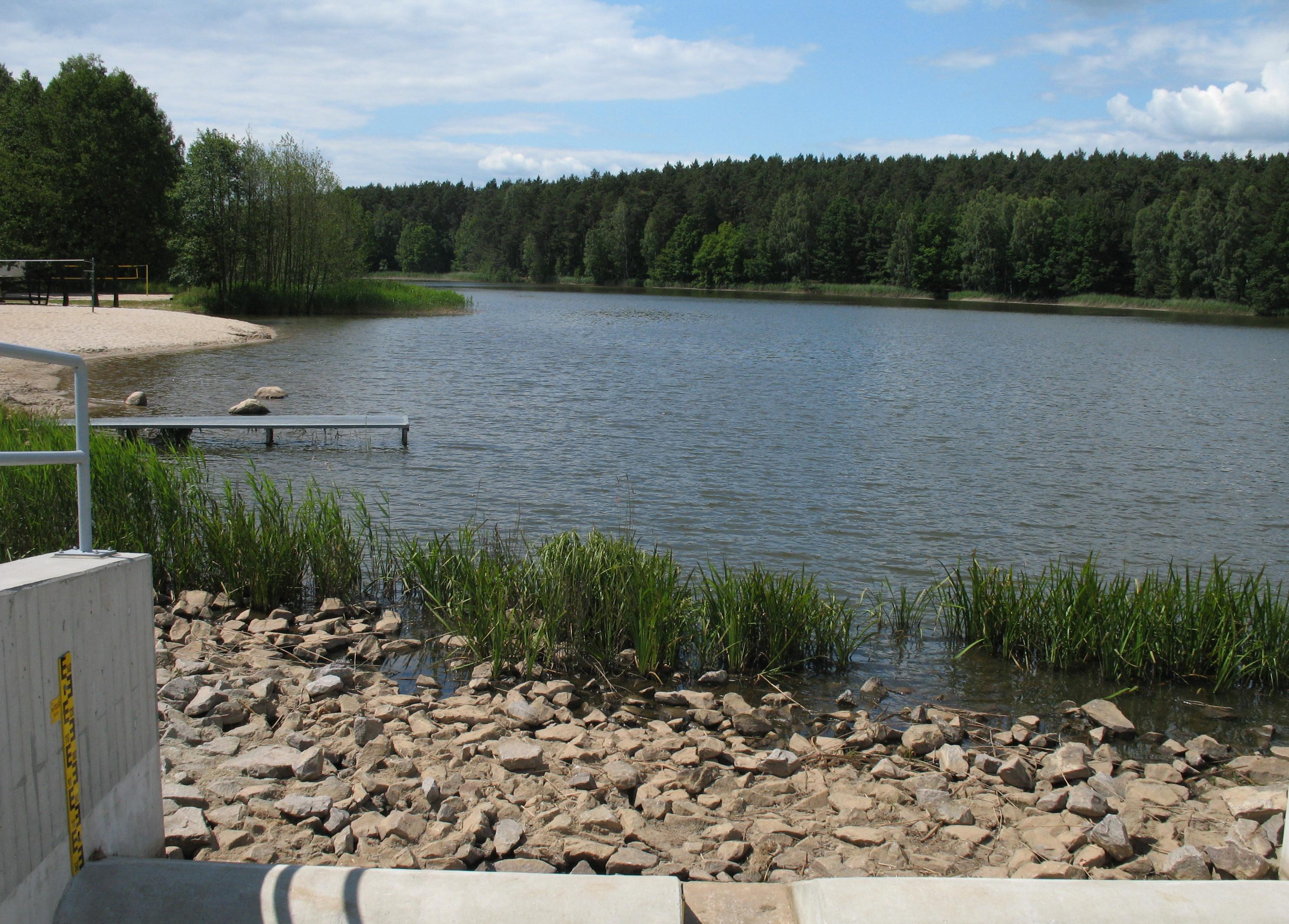
Водохранилище

## Население
| Год  | Численность | Численность |
| ---- | ----------- | ----------- |
| 2017 | 1258        | [ 1 ]       |
| 2019 | 1256        | [ 3 ]       |
| 2021 | 1237        | [ 4 ]       |
| 2022 | 1278        | [ 5 ]       |
| 2023 | 1251        | [ 2 ]       |